# Serranus decimalis
Serranus decimalis o aguají es un pez del género Serranus de la familia Serranidae. 
Es un pez acantopterigio, en el cual las aletas están adosadas a su cuerpo mediante radios espinosos. Es originario de las Antillas. Son hermafroditas.
Posee un cuerpo cilíndrico de casi un metro de longitud, sobre sus laterales presenta manchas oscuras. Su cabeza es grande con una prominente mandíbula y su opérculo posee tres espinas; posee una boca con numerosos dientes pequeños. Suele habitar en ambientes costeros siendo su dieta carnívora (peces e invertebrados). 